# ميخائيل جي. حنا
ميخائيل جي. حنا (بالإنجليزية: Michael Hanna)‏ هو طبيب أعصاب بريطاني، ولد في 1963 في ليدز في المملكة المتحدة.